# Спомен-кућа Вука Стефановића Караџића у Тршићу
Спомен-кућа Вука Стефановића Караџића у Тршићу је подигнута 1933. године на месту Вукове родне куће, на иницијативу лозничког просветног друштва „Караџић“, удружења Подринаца и Шабачке народне књижнице.

## Историјат
Вук Стефановић Караџић рођен је 1787. године у Тршићу у кући плетари, коју је подигао његов деда Јоксим Бандула. Вукова породица се населила у Тршићу, напустивши Херцеговину, бежећи од турске освете. Родну кућу, како је он сам забележио, Турци су за време Карађорђеве владавине палили десет пута.
На месту првобитне куће, Гајо Матић и Којо Марјановић, мештани Тршића, да би сачували од заборава, поболи су велики храстов крст, 1897. године, у време преноса Вукових посмртних остатака из Беча у Београд. Тај храстов крст и данас стоји у Вуковој спомен-кући у Тршићу.
За подизање спомен-куће у Тршићу, Дома културе у Лозници и споменика Вуку Караџићу у Београду 1931. године је формиран Одбор, који је 1932. године донео Проглас којим су позвани сви поштоваоци Вуковог дела да средствима потпомогну њихову изградњу. Министарство просвете је актом из 1932. и 1933. године обавезало школе на територији целе Југославије да прикупљају средства за остваривање ова три циља. Средства за подизање спомен-куће у Тршићу веома брзо су прикупљена и радови су завршени 1933. године, када је 17. септембра исте године освештана и одржан први Вуков сабор у дворишту Вукове куће.
Поводом 100 година Вукове смрти (1964. године) студентске радне бригаде на радној акцији „Тршић 64" су подигле амфитеатар са позорницом, који одговара потребама организовања Вуковог сабора и Ђачког Вуковог сабора, а 1987. године Тршић добија целовит изглед као културно-историјско споменичка целина. Такође је изграђен пут од Вукове куће до манастира Троноша.

## Изглед спомен-куће
Посао око обнове Вукове куће Одбор је поверио лозничком архитекти Модрагу Ст. Васићу који је проучавао типове старих јадарских кућа, а према неким сведочењима главни консултант за унутрашње уређење куће био је професор Универзитета, академик др Тихомир Ђорђевић у то време највећи познавалац наше прошлости, етнологије и музеологије.
Спомен-кућа је дводелна, где је улазни део „кућа“ урађена као брвнара и зиданим делом над подрумом, у којој се налази соба. Стрми кров је покривен шиндром, карактеристичан типу куће на ћелици. „Кућа“ је одељење са отвореним огњиштем, покућством и посуђем, карактеристичним за куће из 19. века. У соби се налазе кревет, сто, клупа, иконе, гусле и Вуков портрет из 1816. године, рад Павела Ђурковића. Уз кућу је формирано двориште у којем се налазе вајат, качара, амбар и кош за кукуруз.